# Meredith Brooks
Meredith Brooks, volledige naam Meredith Ann Brooks (Oregon City (Oregon), 12 juni 1958) is een Amerikaanse zangeres/songwriter en gitariste. Ze is ook actief als producer.

## Levensloop
Meredith Brooks groeide samen met haar broer en zus op in Corvallis, Oregon. Haar ouders scheidden toen ze nog een kind was en ze werd opgevoed door haar moeder. Toen ze elf jaar was, raakte ze gefascineerd door de gitaar en leerde ze snel gitaar spelen. In 1998 scheidde ze van haar man Russell Jackson nadat ze zeven jaar getrouwd waren.

### Carrière
In de vroege jaren 80 verhuisde ze naar Los Angeles om zich verder te concentreren op haar carrière. In Los Angeles nam ze verschillende songs op die later verschenen op het album See It Through My Eyes. Eind jaren 80 en begin jaren 90 was ze lid van The Graces. Ze namen één album op in 1989: Perfect View.
In 1997 had ze haar eerste en tot nu toe enige grote Top 40 (12 weken, hoogste plaats: 12) hitsingle, Bitch, die haar een nominatie opleverde voor de Grammy Award 'Best Female Rock Vocal Performance'. De song gaat over de verschillende karaktereigenschappen van de vrouw ("I'm a bitch, I'm a lover, I'm a child, I'm a mother, I'm a sinner, I'm a saint": "ik ben een kreng, een minnares, een kind, een moeder, een zondaar, een heilige"). Het album waarop deze song verscheen, Blurring The Edges, behaalde platinum en bereikte de 22e plaats op de Billboard 200. Ter promotie van dit album toerde ze door de Verenigde Staten en Europa.
- Bibliothèque nationale de France: cb140083908 (data)
- Gemeinsame Normdatei: 135070066
- International Standard Name Identifier: 0000 0000 5519 4384
- Library of Congress Control Number: no97060907
- MusicBrainz: 6f033da5-396f-4381-a581-1f38c2d0a2d4
- Nationale Bibliotheek van Polen: a0000003204590
- Nederlandse Thesaurus van Auteursnamen: 167921703
- Virtual International Authority File: 71589740
- WorldCat: E39PBJkp86QhGgcy9xx4pKXfMP